# Enos (Rosso, Lotto)
La tarsia Enos fa parte delle tarsie del coro della basilica di Santa Maria Maggiore di Bergamo. È collocata sul presbiterio nella parte dedicata al coro dei religiosi, ala destra e secondo stallo. Il disegno fu realizzato nel 1524 dal pittore Francesco Rosso, e successivamente ridisegnata da Lorenzo Lotto e realizzato poi da Giovan Francesco Capoferri.

## Storia
La congregazione della Misericordia Maggiore, che amministrava la basilica mariana, e che aveva deciso di completare il presbiterio con il coro, il 12 marzo 1524 affidò a Lorenzo Lotto la realizzazione dei disegni per le tarsie.
Se quasi tutti i disegni preparatori furono realizzati dal pittore veneziano, tre furono realizzati dal Francesco Rosso come risulta anche dal documento del documento conservato dalla fondazione MIA oltre alla raffigurazione di Enos: Sacrificio di Caino e Abele e Creazione di Eva. Questo fu ridisegnato dal Lotto.
Il coperto o invenzione fu consegnato alla Congregazione della Misericordia dal Lotto, appena prima del suo ritorno a Venezia, il 16 marzo 1525, venendo poi realizzato dal Capoferri entro nel biennio 1525-1527, venendo poi ultimato con la profilatura solo nel 1531. Con questo coperto ne consegnò altri tre: Sacrificio di Adamo, Sacrficio di Caino e Abele e Maccabea.

## Descrizione

### Tarsia
La tarsia raffigura un uomo molto anziano: Enos che al tempo indicava l'uomo saggio, che insegna ai propri due figli posti di fronte a lui. Enos era primo figlio di Set, nipote di Adamo ed Eva (Genesi 5,6-11; Luca 3,38). 
Appeso a ramo dell'albero posto a destra vi è la scritta che conferma la realizzazione da parte del Capoferri: OPUS IO FRAN D CAP. FERR.BERGO.. L'anziano alza la mano al cielo indicando Dio che è raffigurato nella parte superiore, in asse con lui, con in testa il triangolo segno della Trinità, insegna quindi ai figli la preghiera e la dimensione sacra di Dio. L'anziano insegna ai figli la connessione tra Dio e le materia presente nel mondo: L'Uno è in tutto e tutto è lUno.
Dio è raffigurato con una lunga barba bianca che accarezza con la mano sinistra, mentre la destra mostra il palmo aperto in segno d'onore, pronto a ricevere le preghiere degli uomini timorati di Dio.
Le rocce poste sul lato sinistro della tarsia mostrano immagini antropomorfe, con strani animali che Lotto riproporrà nei dipinti che raffigurano san Girolamo. In lontananza il mare dove veleggia un veliero, forse a porre contrapposizione tra la vita attiva degli uomini, necessaria per la sopravvivenza, ma che deve convivere con la parte contemplativa che Enos insegna ai propri figli.

### Coperto
L'invenzione  riprende l'immagine del vecchio genuflesso, con una lunga barba e lunghi capelli, avvolto solo da un bianco panno, con i due figli che indica con l'occhio di Dio posto sull'alto del coperto. L'anziano è posto sopra il globo terrestre che tocca con la mano sinistra mentre leva il braccio destro al cielo indicando l'occhio raggiante. Il suo sguardo è rivolto a colui che sarà il suo discendente: Chenan. Anche il figlio è avvolto solo da un panno e volge lo sguardo verso l'occhio. Tra i due vi è un secondo figlio, sicuramente di età inferiore, in piedi avvolto in una camicia che lo ricopre fino alla cita, anche il suo agurdo è rivolto in alto ma tiene in mano una palla. 
L'occhio divino manda i suoi raggi a destra e a sinistra verso il sole e la luna, anch'essi con lo sguardo puntato al centro del coperto. 
Il coperto rappresenta le figure in uno spazio aperto, tra cielo e terra, illuminati dalla luce degli astri che riflettono la luce di Dio padre. L'amore di Dio verso gli uomini, e gli uomini che corrispondono il suo amore con la preghiera.